# Alois Lenček
Alois Lenček, auch Alojzij Lenček (* 7. Juli 1827 in Dolško, Bezirk Stein, Slowenien; † 20. Juli 1884 in Blanca, Gemeinde Sevnica, Untersteiermark) war Großgrundbesitzer, Bauunternehmer und Abgeordneter zum Österreichischen Abgeordnetenhaus.

## Leben
Alois Lenček war Sohn des Landwirts Lorenz (Lovrenc) Lenček († 1843). Er war Großgrundbesitzer und Bauunternehmer in Blanca. Ab 1882 stand er unter Kuratel.
Im Jahr 1865 war er Mitgründer der Narodna Čitalnica (slowenische Lesehalle) in Lichtenwald.
Er war von 1867 bis 1870 Mitglied im steiermärkischen Landtag (II. und III. Wahlperiode), Kurie Landgemeinden und 20 Jahre Bürgermeister von Blanca.
Er war römisch-katholisch und ab 1851 verheiratet mit Maria Klembas († 1882), mit der er drei Söhne und vier Töchter hatte, wobei eine Tochter 1881 und eine zweite Tochter 1884 verstarb.

## Politische Funktionen
Alois Lenček war vom 20. Mai 1867 bis zum 5. April 1870 Abgeordneter des Abgeordnetenhauses im Reichsrat (II. Legislaturperiode) und vertrat dort für das Kronland Steiermark die Kurie Landgemeinden in der Steiermark  (Cilli, Franz, Oberburg, Erlachstein, Tüffer, Gonobitz, Windischgratz, Schönstein, Mahrenberg, Marburg, Windisch-Feistritz, St. Leonhard, Luttenberg, Friedau, Ober-Radkersburg, Pettau, Rohitsch, Rann, Drachenburg, Lichtenwald). Am 5. April 1870 legte er sein Mandat nieder.

## Klubmitgliedschaften
Alois Lenček war Mitglied im Slowenischen Klub.